# Maâmora

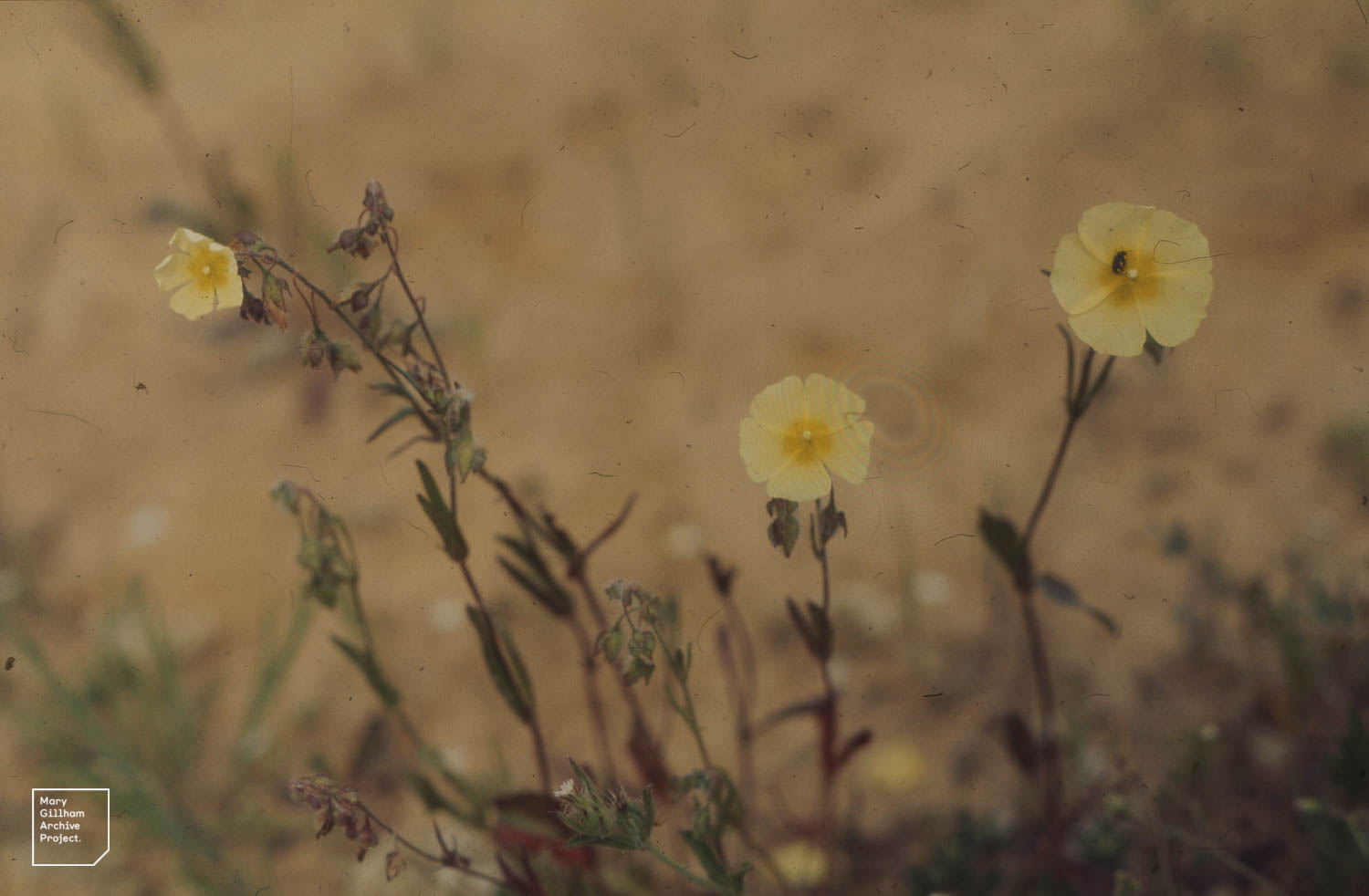
Forêt de Mamora. La plus grande forêt de chênes-lièges au Maroc, côte atlantique au nord-est de Rabat

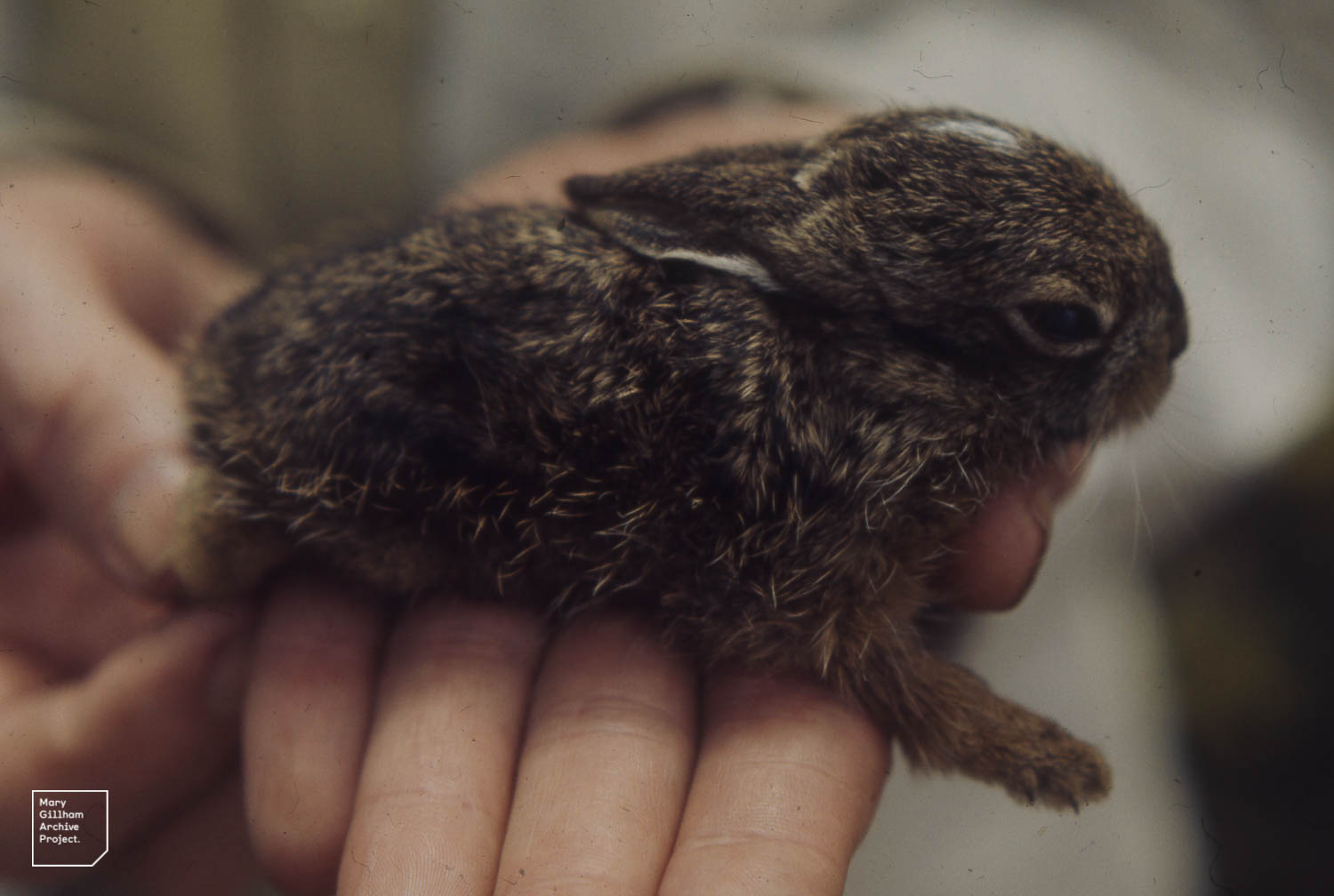
Lapereau. Forêt à feuilles persistantes de Mamora.

La Maâmora (ou Mamora) est une région naturelle du Maroc dont l'unité se définit selon deux points de vue scientifiques :
- une unité géologique-géomorphologique,
- une unité botanique (la plus grande forêt de chênes-lièges du Maroc et peut-être au monde).

## Localisation
Lepoutre et Combes (1967) la situent  « depuis l'Océan entre Rabat et Kénitra, jusqu'à 70 km vers l'intérieur du pays, limitée au sud par la vallée du Bou-Regreg et les contreforts du plateau central et au nord par la plaine du Gharb ».
Cette localisation de la zone géographique correspond bien à la délimitation de la subéraie dont la surface a malheureusement régressé sous l'action de l'exploitation humaine. Des reboisements de compensation en eucalyptus (Eucalyptus gomphocephala et Eucalyptus camaldulensis) n'ont pas permis de restaurer la forêt dans ses limites historiques.[réf. nécessaire]

## Géologie
Du point de vue géologique, la Mamora est une vaste plate-forme quaternaire.

### Hydrogéologie
Elle est parcourue par plusieurs oueds à caractère plus ou moins permanent, affluents du Sebou. Parmi ceux-ci, l'oued Fouwarat dont la source se situe quelque part dans le secteur du Bled-Dendoum. On trouve aussi l'oued Smento qui coule un peu plus à l'est. L'oued Tiflet est pérenne. Il existe de nombreuses mares temporaires (daya, pluriel douyet, daiet) dont la superficie cumulée est environ de 10 km2.
Ces oueds ont un cours souterrain qui s'épanouit à l'approche de leur confluent avec le Sebou. Il y a sous la Mamora une importante nappe d'eau qui est contenue par des formations gréso-sableuses du plio-villafranchien. L'épaisseur de cette nappe est comprise entre 10 et 30 m, sa profondeur varie de 20 à 40 m pouvant atteindre 80 m. Cette nappe s'écoule vers l'est, vers l'océan Atlantique et vers la plaine du Sebou. Les réserves sont estimées à 300 × 106 m3. Ce véritable château d'eau a été révélé par les premiers forages effectués dans la vallée de l'oued Fouarat, avec des captages importants. La nappe fait l'objet de protections très attentives dans un pays où la ressource en eau est vitale. Le danger de pollution existe là où des villes comme Kénitra déversent leurs eaux usées brutes dans des zones humides tel le lac Fouwarat.

## Botanique
On désigne aussi sous ce nom de Mamora la grande forêt de chênes-lièges (Quercus suber) ou subéraie qui occupait en presque totalité la région géologique décrite par Lepoutre et Combes. Selon Charles Sauvage (1961) et Maurer et Sauvage (1965), la Mamora est unité botanique, une forêt de chênes-lièges ou subéraie. Du moins, ce qu'il en reste actuellement car cette forêt a régressé et une partie a été reboisée en eucalyptus, avec plus ou moins de succès.

### La subéraie de la Mamora
La Maâmora est la plus vaste forêt de chênes-lièges (suberaie) du Maroc et probablement du monde. Son nom signifie « la fructifère » et proviendrait de la qualité exceptionnelle des glands doux de ses chênes, autrefois très appréciés jusqu’à la cour d’Espagne.[réf. nécessaire]
La superficie de la suberaie, 55 000 hectares en 2003, est l’addition de massifs très découpés, résultat des aménagements entrepris dès les années 1910. À l’époque, elle s’étendait sur 130 000 hectares. Le massif forestier est parcouru par de nombreuses pistes. C’est un lieu de pâturage régulier et on y récolte le liège.[réf. nécessaire]
Les parties les plus dégradées, surtout au nord, ont été remplacées par des plantations d’arbres exotiques : pins, acacias à tanin et eucalyptus. Les autres ont été recepées et aménagées. Le sous-bois, souvent très clairsemé, est constitué de genêts, de passerines, de palmiers nains, etc. Ces plantes, en effet, sont résistantes à la dent du bétail, contrairement aux jeunes chênes-lièges.[réf. nécessaire]
Le seul lieu où la suberaie présente des arbres de toutes tailles (certains très majestueux, aux branches redescendant à terre), dominant une prairie de graminées bien fournie, est la réserve royale d’Aïn Johra (ex-chasse résidentielle du maréchal Lyautey). Là, le pâturage et l’émondage sont interdits.[réf. nécessaire]
- le bouleversement de l’hydrologie (pompage pour l’agriculture et les villes),
- la détérioration du couvert végétal, par le pâturage principalement.

La pollution (eutrophisation liée aux hommes), les dépôts de matériaux et l’invasion d’espèces sont d’autres périls existants.[réf. nécessaire]
La forêt de la Maâmora est délimitée par l’océan Atlantique à l’ouest, et s’étend vers l’est sur environ 70 km. Globalement, elle se présente comme un plateau doucement incliné vers le nord-est, entaillé par quatre vallées d’oueds coulant vers le nord. Les sols sont des sables, de profondeur variable, sur argiles. À l’ouest, le climat est océanique (température modérée, forte hydrométrie) et devient continental vers l’est (période sèche plus longue).[réf. nécessaire]

### Autres subéraies marocaines
Au Maroc, le chêne-liège est connu dans le nord, dans la Jebala, entre Larache et Asilah.[réf. nécessaire]

## Centres spécialisés
- Centre d’études nucléaires de la Maâmora
- Complexe Mohammed VI de football (Centre sportif de "Maâmora")